# Dirphia tripicata
Dirphia tripicata är en fjärilsart som beskrevs av Johnson 1937. Dirphia tripicata ingår i släktet Dirphia och familjen påfågelsspinnare. Inga underarter finns listade i Catalogue of Life.